# ساتا
رابط پیشرفتهٔ متوالی (Serial Advanced Technology Attachment) یا ساتا (SATA) یک گذرگاه یا مسیر عمومی برای ارتباط ابزارهای ذخیره‌سازی داده‌ها (مانند دیسک سخت و درایو نوری) به گذرگاه میزبان است.
سازوارگرِ گذرگاه میزبانِ ساتا روی اغلب رایانههای لپ‌تاپ و بردهای مادر رایانه‌های رومیزی امروزی تعبیه شده‌است. رابط ساتا برای جایگزینی استاندارهای قدیمیِ آتا (ATA) یا آی‌دی‌ای (IDE) طراحی شده‌است. این رابط به مانند آی‌دی‌ای دستورها سطح پایین را اجرا می‌کند، اما سازوارگرهای میزبان و ابزارهای جانبی به وسیلهٔ یک کابل ارتباطیِ رسانای جفت سیمِ متوالی و پرسرعت به یکدیگر وصل می‌شوند. در یک مقایسه، رابطِ موازیِ آتا از ۱۶ هادیِ اطلاعات که هرکدام در سرعت بسیار پایین‌تری کار می‌کنند استفاده می‌کند. در این صورت رابط ساتا برتری‌های متعددی نسبت به رابط موازی آتا (Parallel ATA یا PATA) ارائه می‌دهد. کاهش پهنای سیم رابط و هزینهٔ آن؛ کاهش سیم‌های درونی از هشتاد عدد به هفت عدد؛ سرعت بالاتر و کارآمدی بیشتر در انتقال داده و قابلیت تعویض سریع از مزیت‌های ساتا است.
تا سال ۲۰۰۹ رابط‌های ساتا جایگزین رابط‌های پاتا شدند. رابط پاتا اغلب در کاربردهای صنعتی باقی‌ماند، چرا که وابسته به ذخیره‌سازیِ نوع پرسرعت و فشرده (CompactFlash) هستند. اگرچه انواع جدیدِ استانداردسازی این روش برپایهٔ ساتا خواهند بود.

## خصوصیات

### اتصال گرم
تمام ابزارهای دارای قابلیت ساتا، امکان پشتیبانی از اتصال گرم را دارند. هرچند اتصالِ گرمِ مناسب، نیاز به این دارد که دستگاه در وضعیت دستوری طبیعی خود باشد و نه در شبیه‌سازی آی‌دی‌ای. تعدادی از آداپتورهای اولیهٔ ساتا این قابلیت را پشتیبانی نمی‌کنند، وانگهی سیستم‌های عامل قدیمی‌تر (از قبیل ویندوز اکس‌پی) مستقیماً از قابلیت واسط کنترل‌گر پیشرفته یا ای‌اچ‌سی‌آی (AHCI) پشتیبانی نمی‌کنند.

### واسط کنترل‌گر پیشرفته
کنترل‌گرهای ساتا به خاطر واسط استانداردشان از واسط کنترل‌گر پیشرفته (ای‌اچ‌سی‌آی) استفاده می‌کنند تا به قابلیت‌های جدید ساتا، مانند اتصال گرم و صف‌بندی دستوری طبیعی (NQC) دست پیدا کنند. در صورتی که واسط کنترل‌گر پیشرفته توسط بردِ مادر و چیپست فراهم نباشد، کنترل‌گرهای ساتا در حالت شبیه‌سازی آی‌دی‌ای  کار می‌کنند که به ابزارهای وصل شده اجازهٔ استفاده از خصوصیات مهم و برجستهٔ ساتا را نمی‌دهد.
راه‌اندازهای ابزارهای ویندوز معمولاً در حالت شبیه‌سازی آی‌دی‌ای کار می‌کنند مگر اینکه به روشنی نشان دهند که دارای واسط کنترل‌گر پیشرفته هستند. اگر راه‌اندازهای ویندوز اکس‌پی از ای‌اچ‌سی‌آی پشتیبانی نکنند، واسط کنترل‌گر پیشرفته فقط توسط راه‌اندازهای اختصاصیِ ابزار اجرا می‌شود. این در حالی است که ویندوز ویستا، ویندوز سون، فری بی‌اس‌دی (یک سیستم‌عامل آزاد مانند یونیکس)، لینوکس با هستهی نسخه ۲٫۶٫۱۹ به بعد، همچنین سولاریس و اوپن سولاریس به‌طور طبیعی واسط کنترل‌گر پیشرفته را پشتیبانی می‌کنند.

## عملکرد و بازده
فناوری ساتا برای هر دستگاه تا ۶ گیگابیت سرعت انتقال داده را پشتیبانی می‌کند. در ضمن به دلیل اینکه فناوری ساتا فقط نیاز به ۴ خط برای انتقال داده‌ها دارد، کابل‌ها فشرده‌تر و ارزان‌تر از پاتا (فناوری اتصال پیشرفته موازی) هستند. فناوری ساتا تعویض تند (به انگلیسی:Hot swapping) و صف‌بندی طبیعی دستورها (NCQ) را نیز پشتیبانی می‌کند.

### نسل نخست
واسطه‌های نسل اولِ ساتا که با عنوان «ساتا ۱٫۵ گ-بیت/ث» هم شناخته می‌شوند، با سرعت ۱٫۵ گیگابیت بر ثانیه ارتباط برقرار می‌کنند. به دلیل استفادهٔ کامل از کدگذاری ۸-بی/۱۰-بی دارای سرعت ۱٫۲ گیگابیت بر ثانیه در انتقال دادهٔ رمزگذاری نشده هستند. حد نهایی در بازده نظریِ «ساتا ۱٫۵ گ-بیت/ث» همانند پاتا/۱۳۳ است، اما به خاطر ارائهٔ توسعهٔ سخت‌افزاری، نسخه‌های نوینِ دستگاه‌های ساتا، مانند ان‌سی‌کیو دارای افزایش کارایی در محیط‌های چند وظیفه‌ای (Multitasking) هستند.
از آوریل ۲۰۰۹ به بعد، دیسک سختهای مکانیکی می‌توانند داده‌ها را با سرعت ۱۳۱ مگابایت بر ثانیه انتقال دهند که به اندازهٔ توانایی پاتا/۱۳۳ است. اگرچه گرداننده‌های حالت جامد با سرعت ۲۰۱ مگابایت بر ثانیه داده‌ها را منتقل می‌کنند، «ساتا ۱٫۵ گ-بیت/ث» بازده کافی را برای این ابزارها فراهم نمی‌کند.
در طی به پایان رسانیِ دورهٔ «ساتا ۱٫۵ گ-بیت/ث»، سازندگان آداپتور و دستگاه از یک تراشهٔ اتصال برای تبدیل طراحی‌های موجودِ پاتا برای استفاده از واسط ساتا بهره گرفتند.  گرداننده‌های پُل شده، دارای رابط ساتا و رابط برق بوده و به‌طور کلی در عملکرد با پاتا برابر بودند. اما به علت کمبود پشتیبانی از برتری‌های ساتا (مانند NCQ) رفته رفته تولیدات طبیعی ساتا بر تولیدات پل‌گذاری شده ترجیح داده شدند. 

### نسل دوم
به زودی پس از معرفی ساتاهای ۱٫۵ گیگابیتی، کمبودها و نقص‌هایی پدیدار شد. در مرحلهٔ کاربردی، ساتا فقط می‌توانست یک تراکنش را در یک لحظه انجام دهد - درست همانند پاتا. اما میانجی سیستم رایانه‌ای کوچک (SCSI) هنوز قادر بود تا درخواست‌های گوناگون را قبول کرده و آن‌ها را به نوبت سرویس دهد که در نتیجه زمان پاسخ‌گویی به حداقل می‌رسد. ان‌سی‌کیو به عنوان قابلیت اختیاری برای دستگاه‌های پشتیبانی‌کننده از ساتاهای ۱٫۵ و ۳ گیگابیتی اتخاذ شد.

## ای ساتا
این کانکشن که برای اتصال ابزارهای خارجی (بیرونی) طراحی شده و بر روی مادربوردهای حرفه‌ای کانکشن مربوط لحاظ شده‌است هم چنین بر روی نوت بوکها با پیکربندی بالا نیز این اتصال موجود می‌باشد شکل اتصال بسیار شبیه به یواس بی می‌باشد اما سایز آن برزگتر است.

## نگارخانه

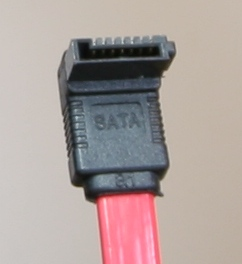
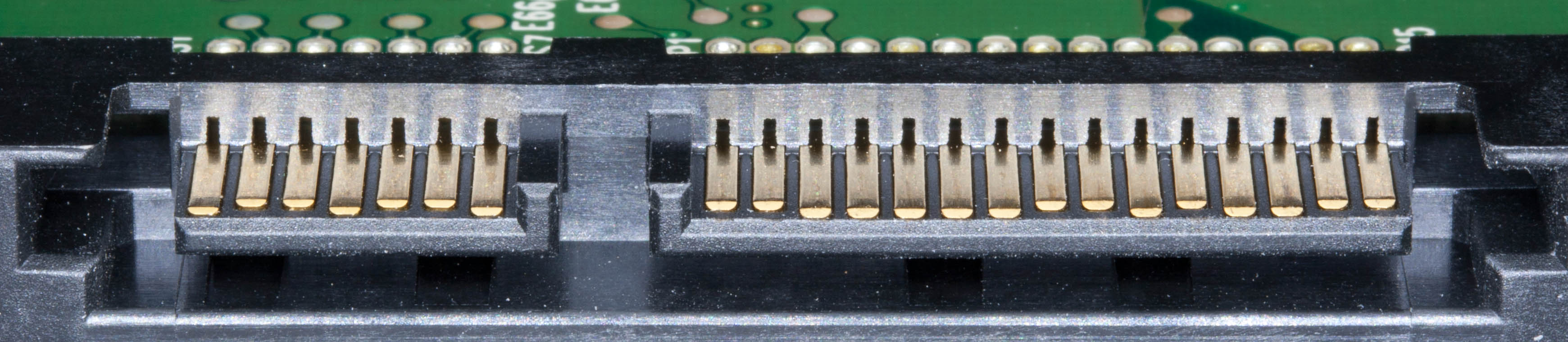
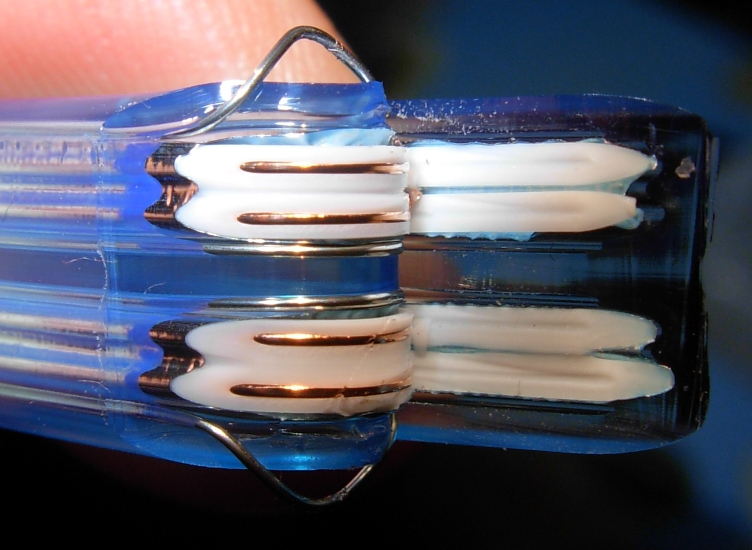